# Buis-les-Baronnies
Buis-les-Baronnies [bɥi le baʁɔni] ist eine französische  Kleinstadt mit 2.226 Einwohnern (Stand 1. Januar 2022) am Nordrand der Provence im Département Drôme. Im Mittelalter war der Ort zeitweise die Hauptstadt der Baronnies.

## Lage
Buis-les-Baronnies liegt in einer Höhe von ca. 375 m ü. d. M. auf beiden Ufern des Flusses Ouvèze im Bereich der Einmündung des Flüsschens Menon. Es liegt in der Region Auvergne-Rhône-Alpes und in diesem wiederum im Department Drôme. Nächstgrößere Städte sind das ca. 30 km (Fahrtstrecke) nordwestlich gelegene Nyons bzw. das ca. 25 km westlich gelegene Vaison-la-Romaine. Das Klima ist gemäßigt.
Das Städtchen liegt im Regionalen Naturpark Baronnies, in einer Mulde der hügeligen Landschaft, die von Felsen gesäumt wird. Umgeben ist Buis von Wiesen, Weinbergen, Lanvendelfeldern, Olivenplantagen und Aprikosenbäumen.

## Geschichte
Der Hauptort der Buxonen, einer Untergruppe des keltischen Stammes der Vocontier, wird hier verortet; römische Spuren wurden bislang nicht entdeckt. Seit dem 9. Jahrhundert regierten die Barone von Mévouillon über Buis und die gesamte Region, die rechtlich zum Heiligen Römischen Reich gehörte, doch unterhielt auch die Abtei Saint-André de Villeneuve-lès-Avignon im 12. Jahrhundert hier ein Priorat. Buis und seit 1125 auch Nyons waren die Hauptstädte der Baronnies. Im frühen 14. Jahrhundert kam Buis unter die Herrschaft der Dauphins von Viennois, deren Gebiet jedoch – nach einer Pestepidemie im Jahr 1347 – im Jahr 1349 an die französische Krone fiel; im Stadtwappen hat sich der Delphin jedoch erhalten. In den Hugenottenkriegen (1562–1598) hatte Buis stark zu leiden und während der Französischen Revolution wurde Nyons Verwaltungszentrum der Region.

## Bevölkerungsentwicklung
| Jahr                       | 1800 | 1851 | 1901 | 1954 | 1999 | 2016 |
| -------------------------- | ---- | ---- | ---- | ---- | ---- | ---- |
| Einwohner                  | 2215 | 2348 | 1855 | 1383 | 2226 | 2293 |
| Quellen: Cassini und INSEE |      |      |      |      |      |      |

Durch Zuwanderung aus den umliegenden Landgemeinden ist die in der ersten Hälfte des 20. Jahrhunderts infolge der Reblauskrise im Weinbau und der Mechanisierung der Landwirtschaft geschrumpfte Bevölkerung der Kleinstadt in den letzten Jahrzehnten wieder auf den alten Wert angestiegen.

## Wirtschaft
Aufgrund des günstigen Klimas ist Buis-les-Baronnies vor allem für den Anbau von Oliven und seinen Lindenblütenmarkt bekannt. Der Ort hat das Recht, die auf seinem Gebiet angebauten Weine unter den Appellationen Coteaux-des-Baronnies, Drôme, Comtés Rhodaniens und Méditerranée zu vermarkten. Der Tourismus in Form der Vermietung von Ferienwohnungen (gîtes) spielt eine bedeutende Rolle im Wirtschaftsleben der Gemeinde.
Für Touristen besonders interessant ist neben der pittoresken Altstadt die Möglichkeiten zur sportiven Betätigung. Besonders beliebt sind Wanderungen, Radfahren und Klettern. Für Wanderer wurden viele Wanderwege angelegt, für Radfahrer Rundfahrwege ausgewiesen und für Kletterer Klettergärten eingerichtet, ein bekannter Klettergarten ist in der Schlucht von Ubrieux. Es gibt am Roche Saint Julien auch mehrere Klettersteige in verschiedenen Schwierigkeitsgraden. Im April findet der Trail de la  Drôme statt, ein Lauf durch die Baronnies, der immer mehr Läufer anzieht.

## Sehenswürdigkeiten in der Stadt

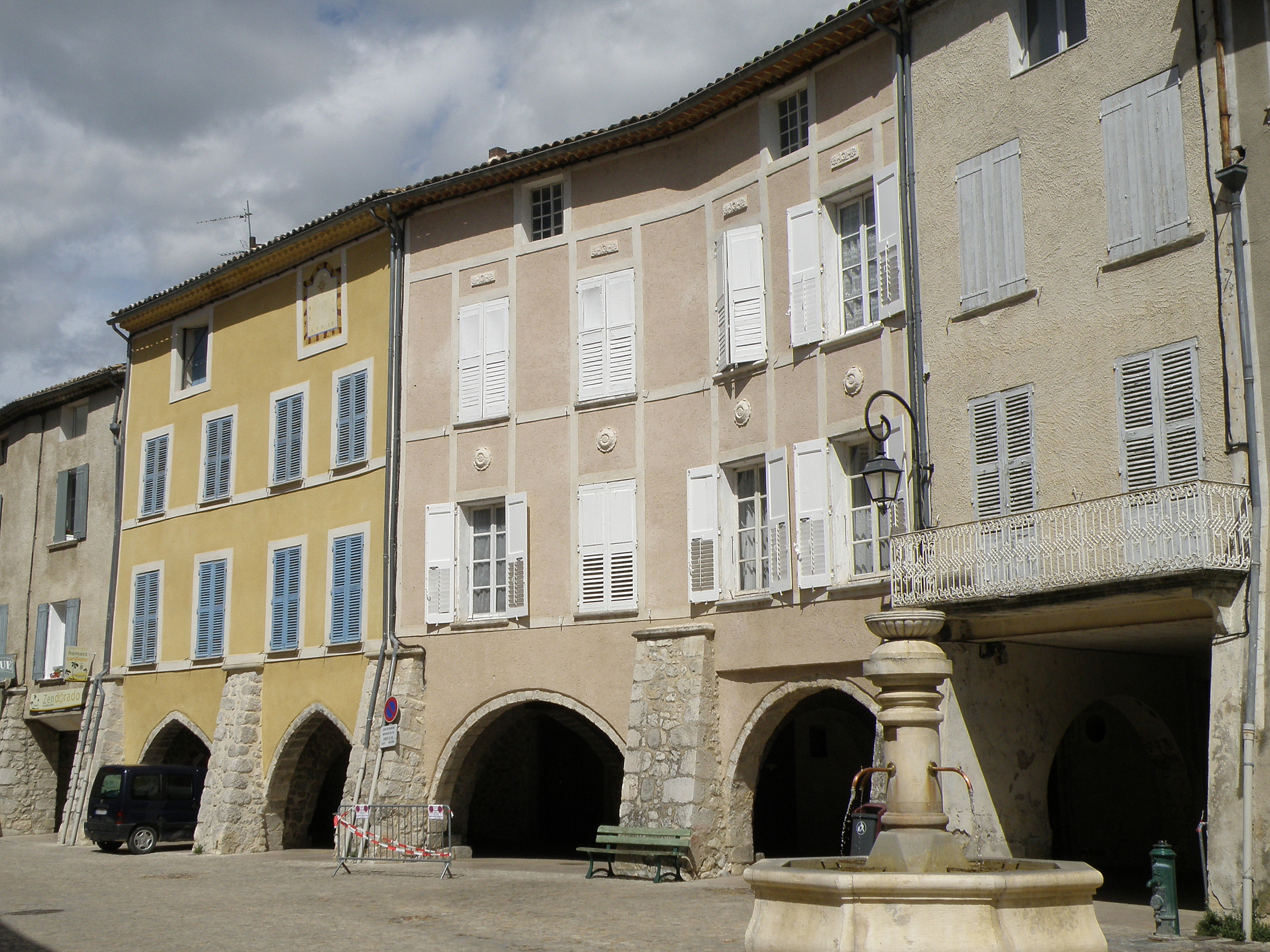
Place des Arcades

Die Altstadt bietet eine Reihe von Sehenswürdigkeiten:
- Der Marktplatz mit Arkadenhäusern bildet das wirtschaftliche und touristische Zentrum der Stadt. Es gibt Überlegungen, wonach das ansonsten im Osten Frankreichs eher seltene Ensemble auf schweizerische oder süddeutsche Vorbilder zurückzuführen sei.
- Der Tour du Pin und der Tour de Safre aus dem 14. Jahrhundert (heute eine Ruine) waren Teil der ehemaligen Stadtbefestigung (remparts).
- Die Église Notre-Dame-de-Nazareth ist ein eher rustikaler Bau der Spätgotik. Das Kirchenschiff hat ein Spitztonnengewölbe.
- Das erste Dominikanerkloster aus dem späten 13. Jahrhundert fiel im Jahr 1562 der Zerstörungswut der Hugenotten zum Opfer. Der Ende des 16. Jahrhunderts fertiggestellte Neubau beinhaltete ein Seminar und ein Kolleg. Der in den Revolutionsjahren verstaatlichte Bau ist heute im Besitz der Stadt. Zwei Flügel des Innenhofs sind Teile des ehemaligen Kreuzgangs.
- Vom ehemaligen Ursulinenkonvent ist ein Renaissanceportal erhalten, welches heute den Eingang eines Wohnhauses bildet. Das Portal wurde bereits im Jahr 1926 als Monument historique anerkannt.[4]
- Das Maison des plantes aromatiques et médicinales widmet sich den Duft- und Medizinalpflanzen der Hochprovence. Für die Region sind vor allem Lindenblüten charakteristisch.

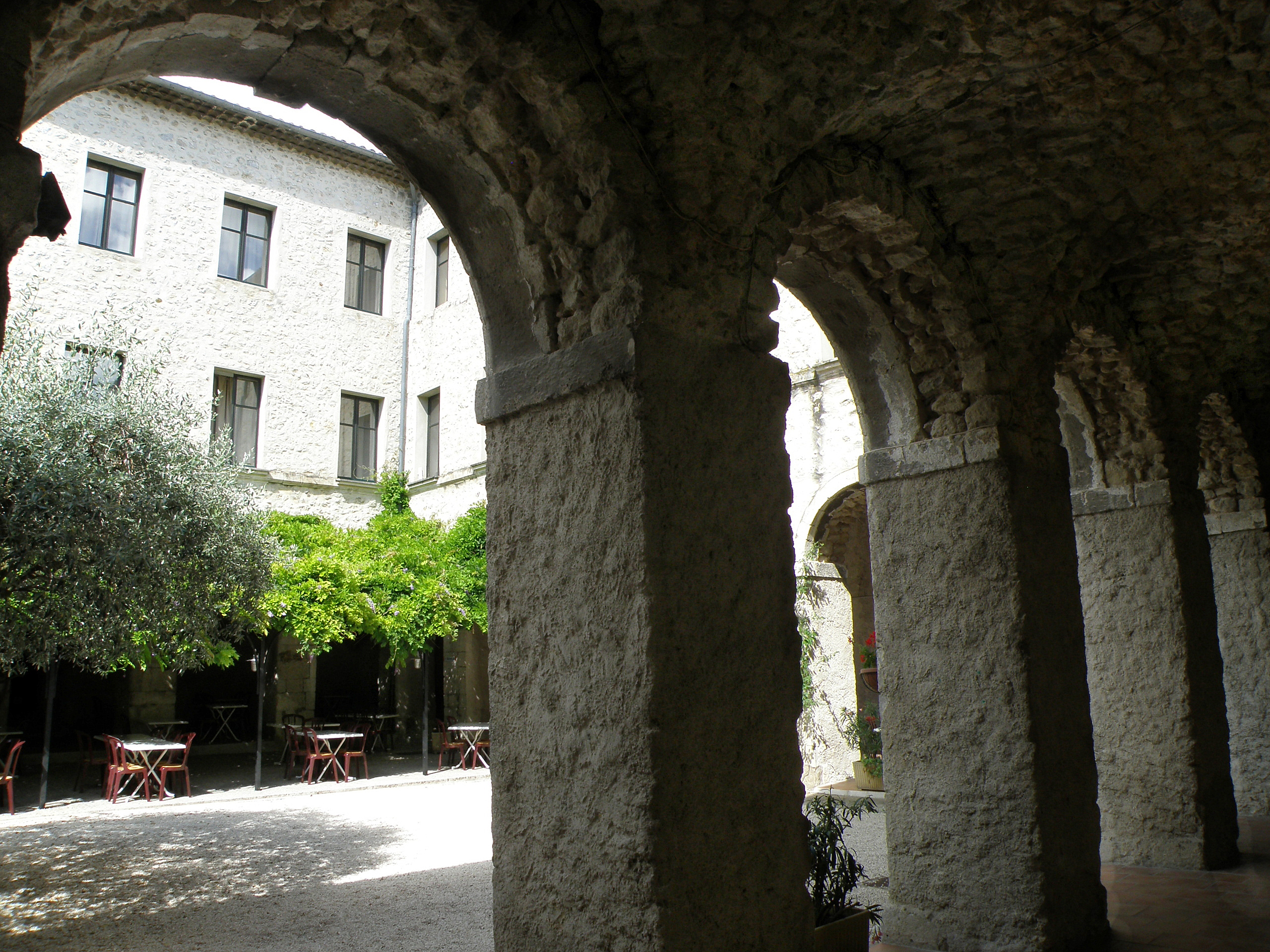
Dominikanerkloster
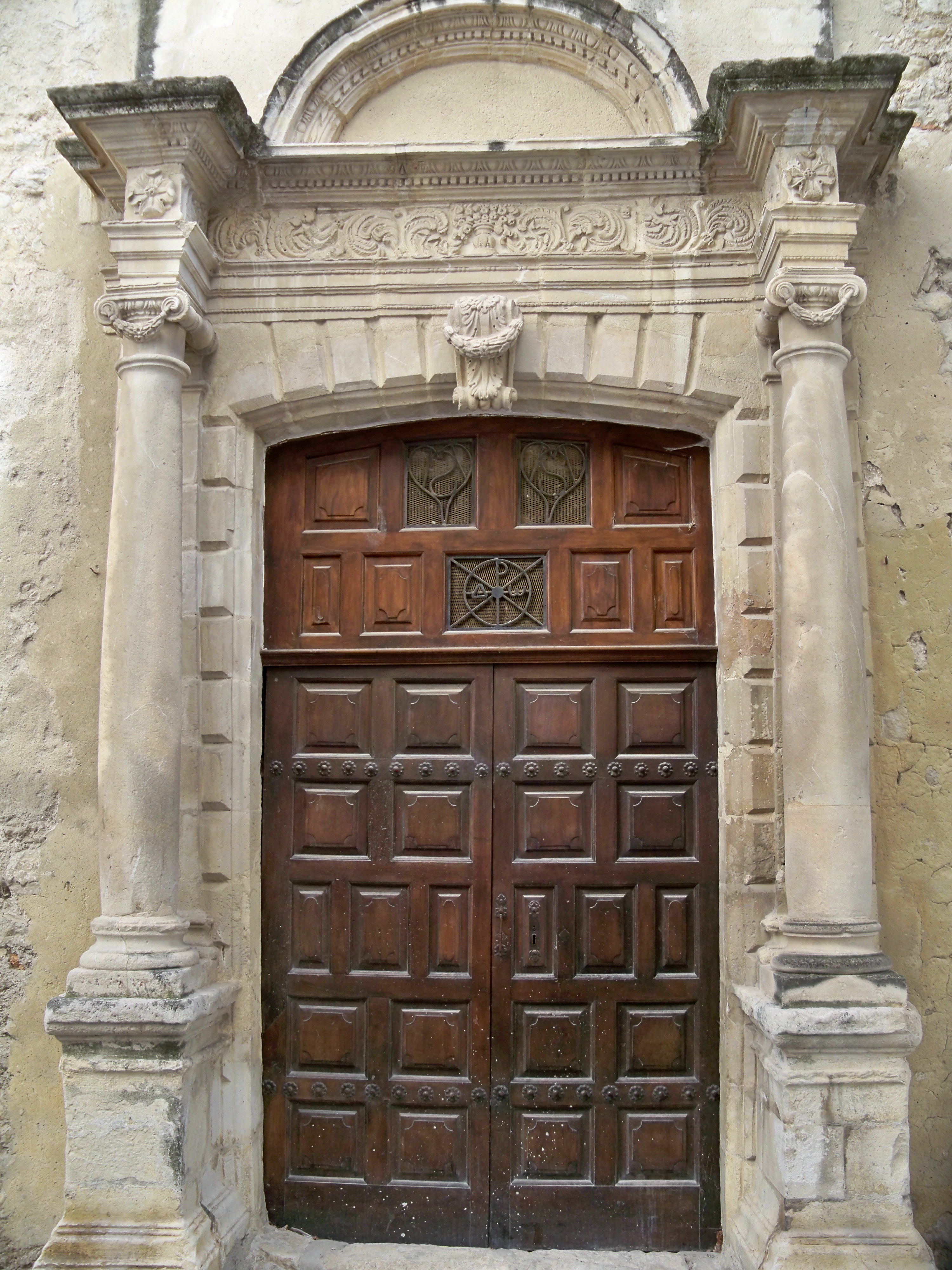
Renaissanceportal
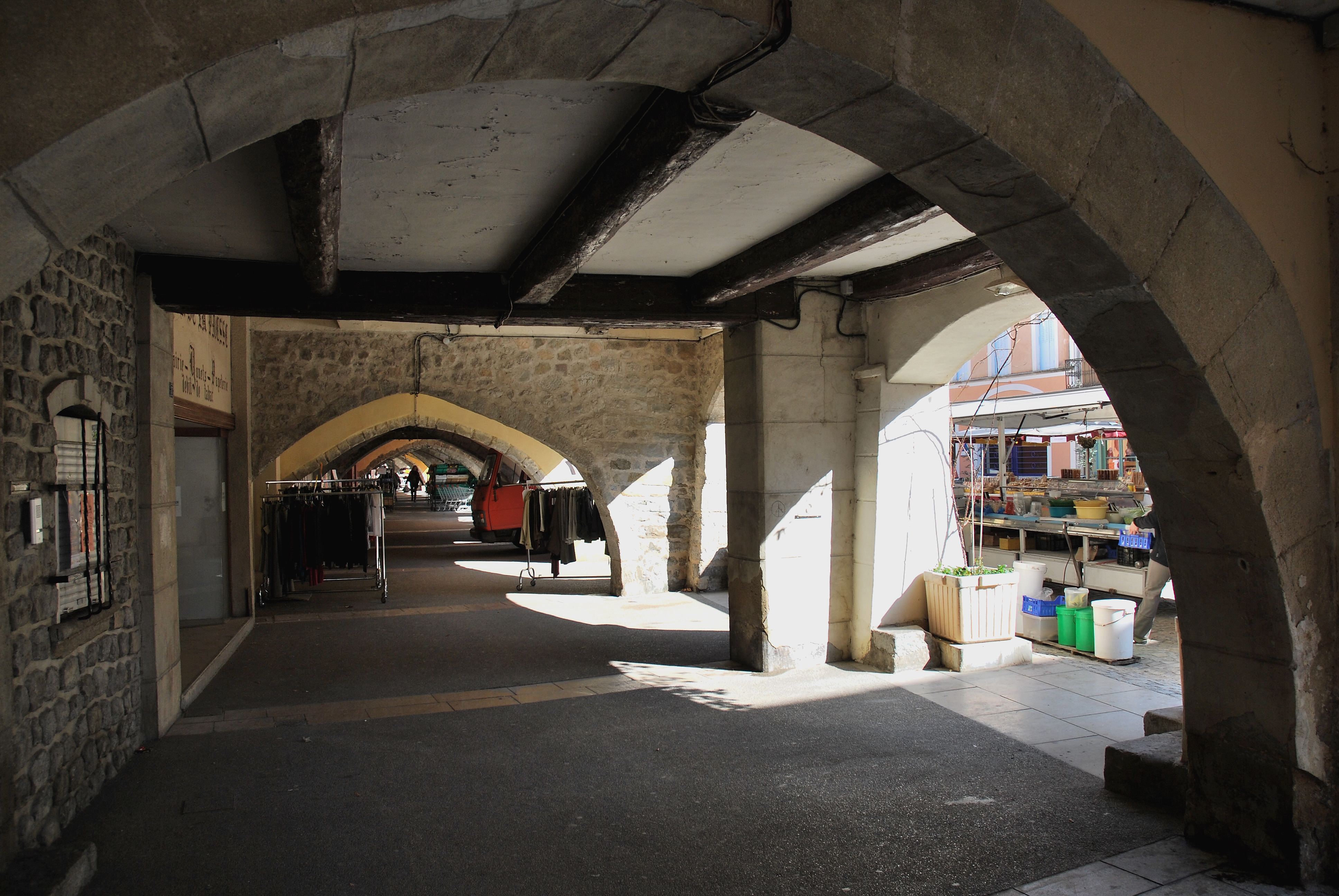
Unter den Arkaden

Sehenswert ist auch der Markt von Buis-les-Baronnies, der für einen provenzalischen Markt recht typisch ist und lokale Lebensmittel wie Alltagsgegenstände bietet. Am Mittwochmorgen ist der allgemeine Markt, der Markt am Samstag morgen ist ausschließlich Erzeugern vorbehalten.

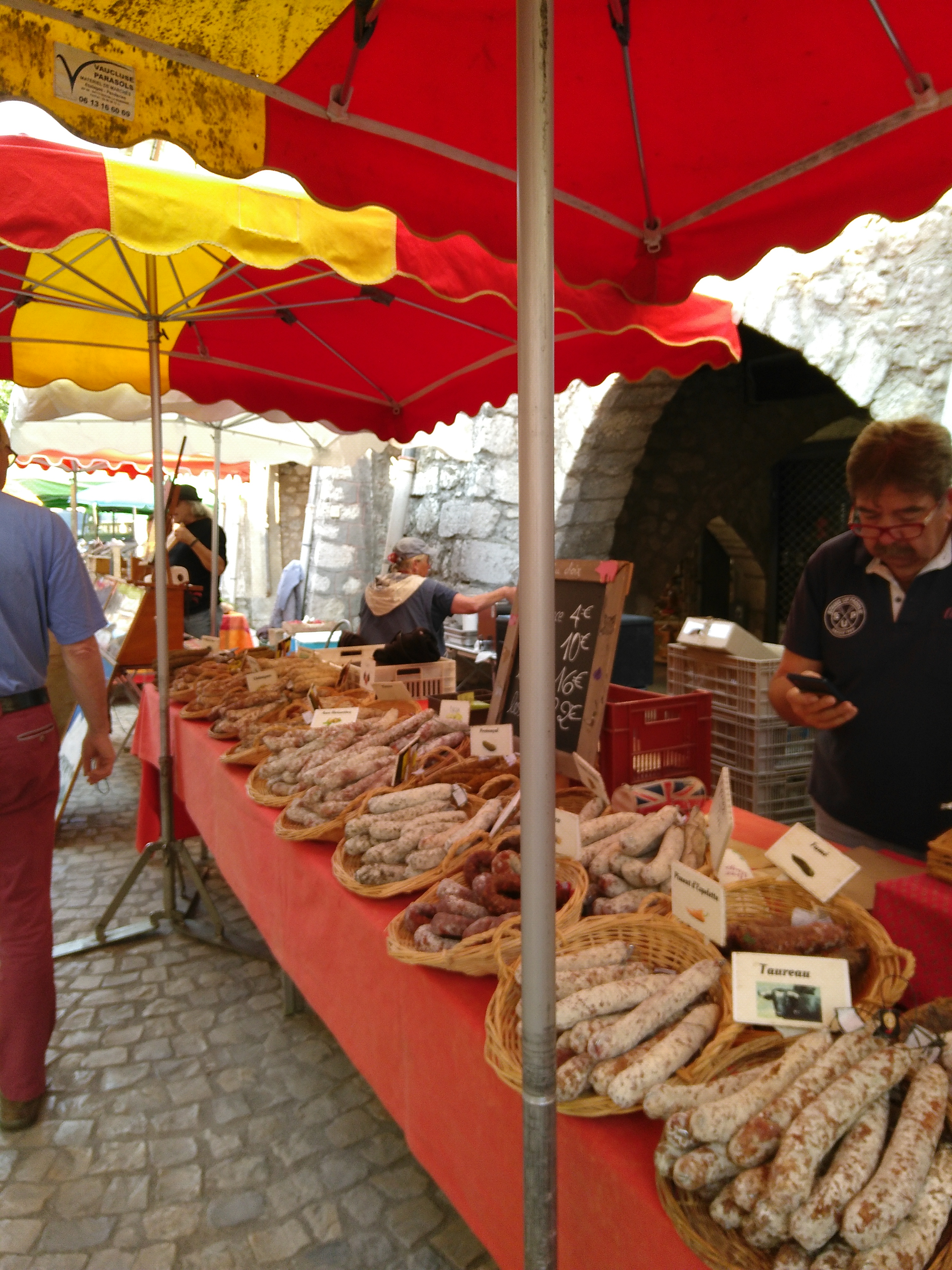
Wurststand am Markt
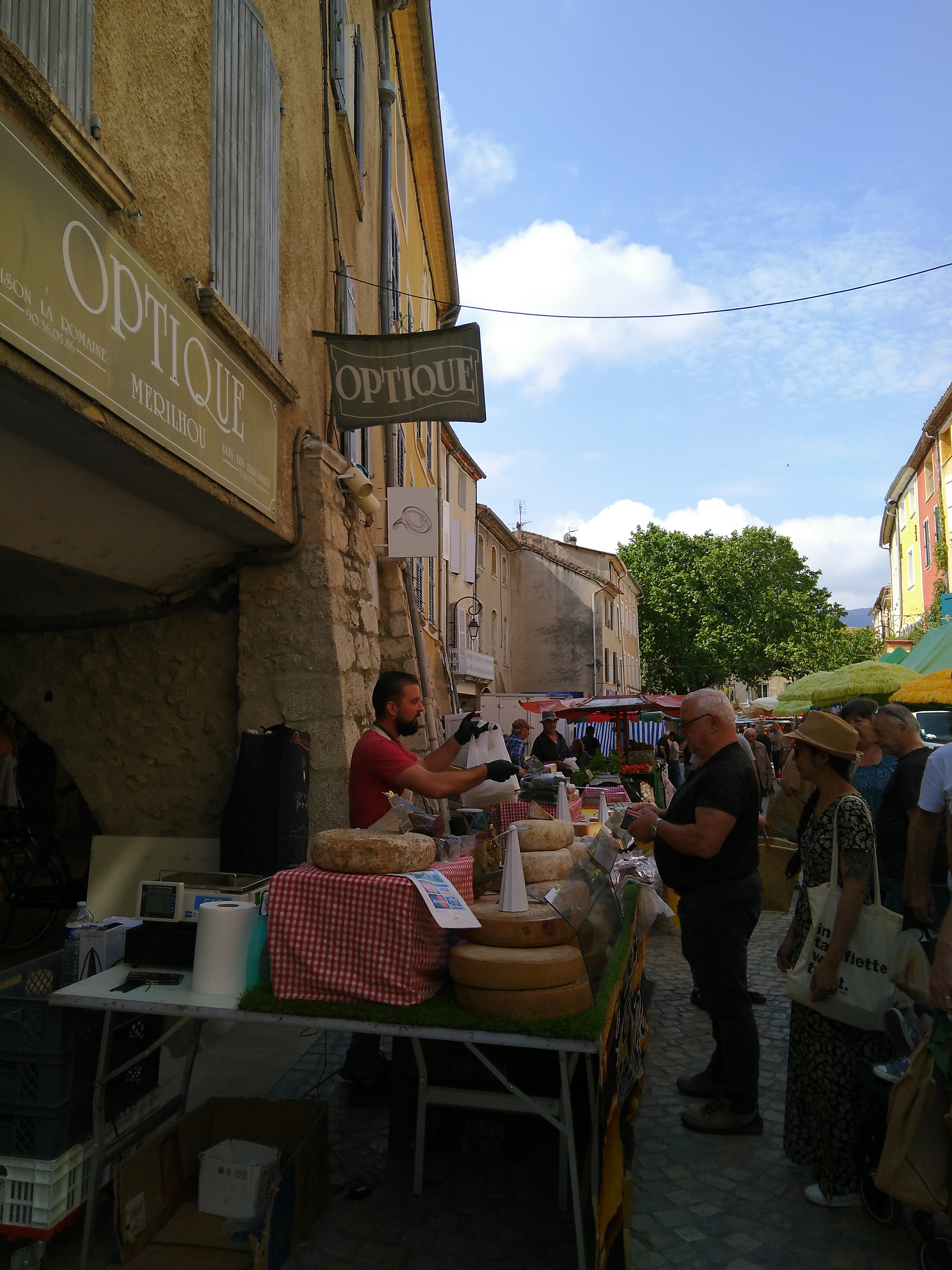
Käsestand am Markt
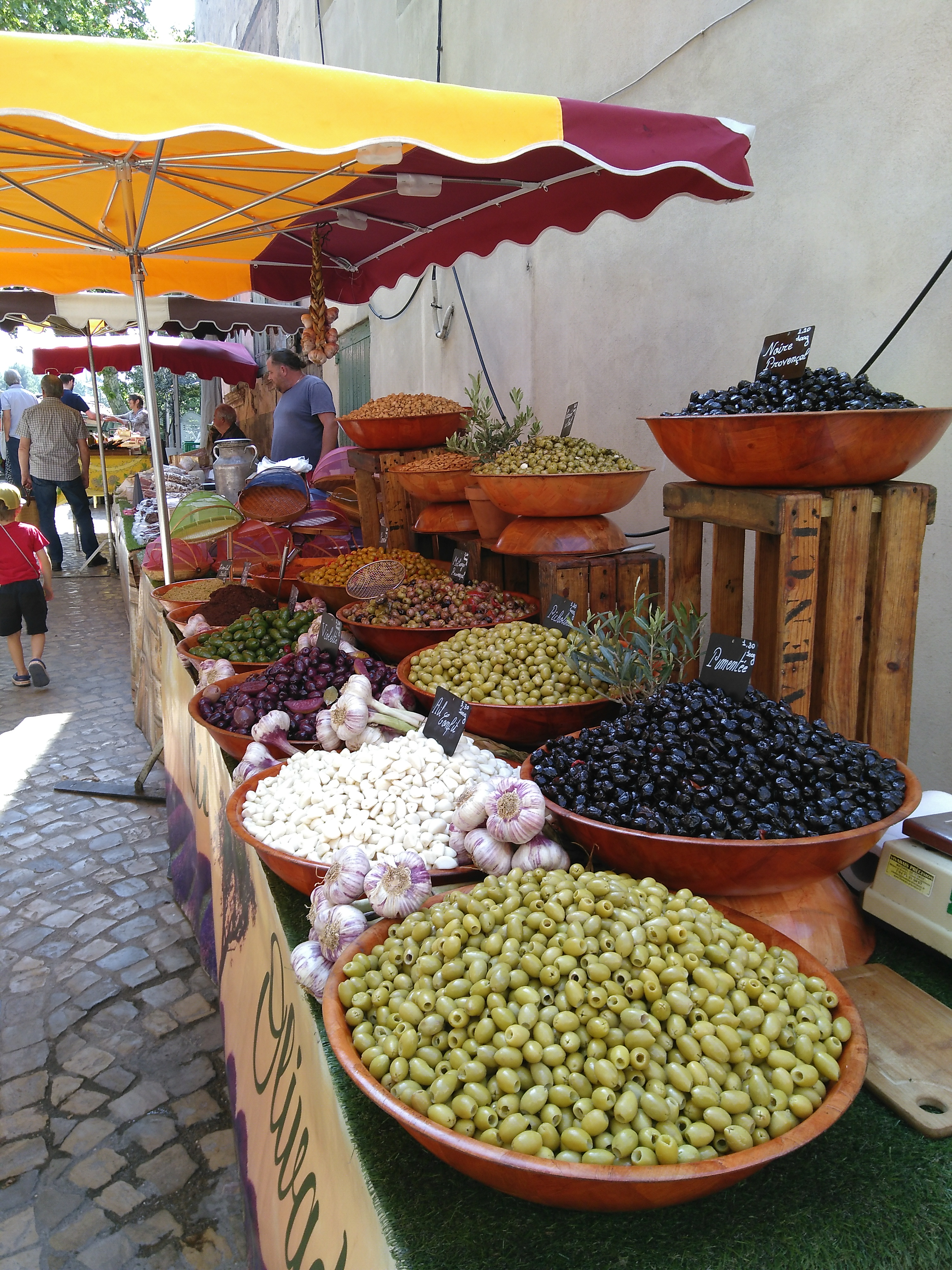
Oliven am Markt

## Umgebung
Zahlreiche Wanderwege erschließen auch den hoch über der Stadt thronenden Rocher Saint-Julien. Die Schlucht von Ubrieux durch die sich der Ouvèze zwängt, befindet sich kurz hinter dem Ortsausgang von Buis. Über den Fluss führt eine alte Brücke, angeblich kam hier bereits Hannibal vorbei.
Ein weiteres Ziel ist die über dem Tal thronende Chapelle Saint-Trophime mit einer großen Statue des Heiligen davor.

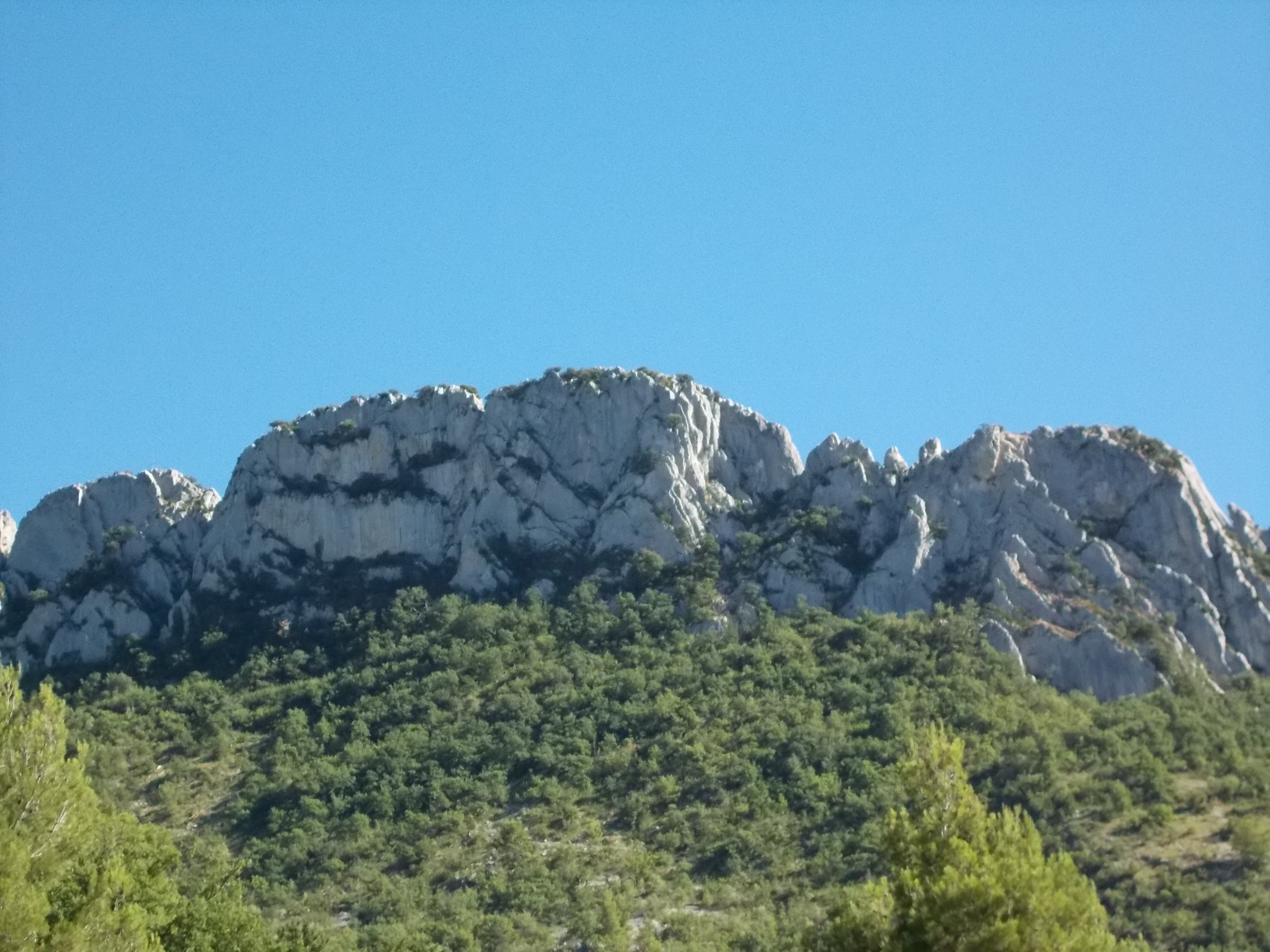
Rocher Saint-Julien
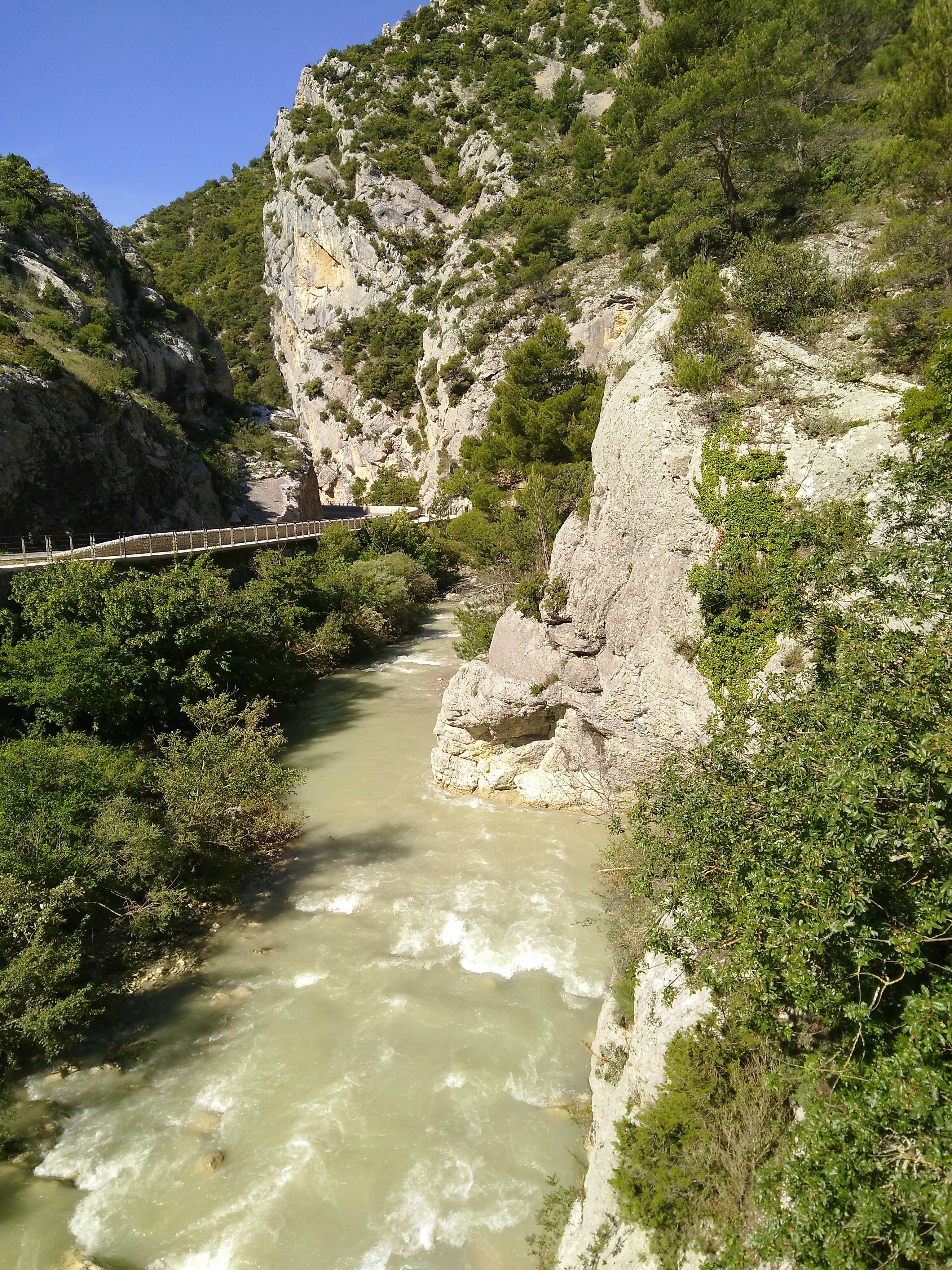
Schlucht von Ubrieux
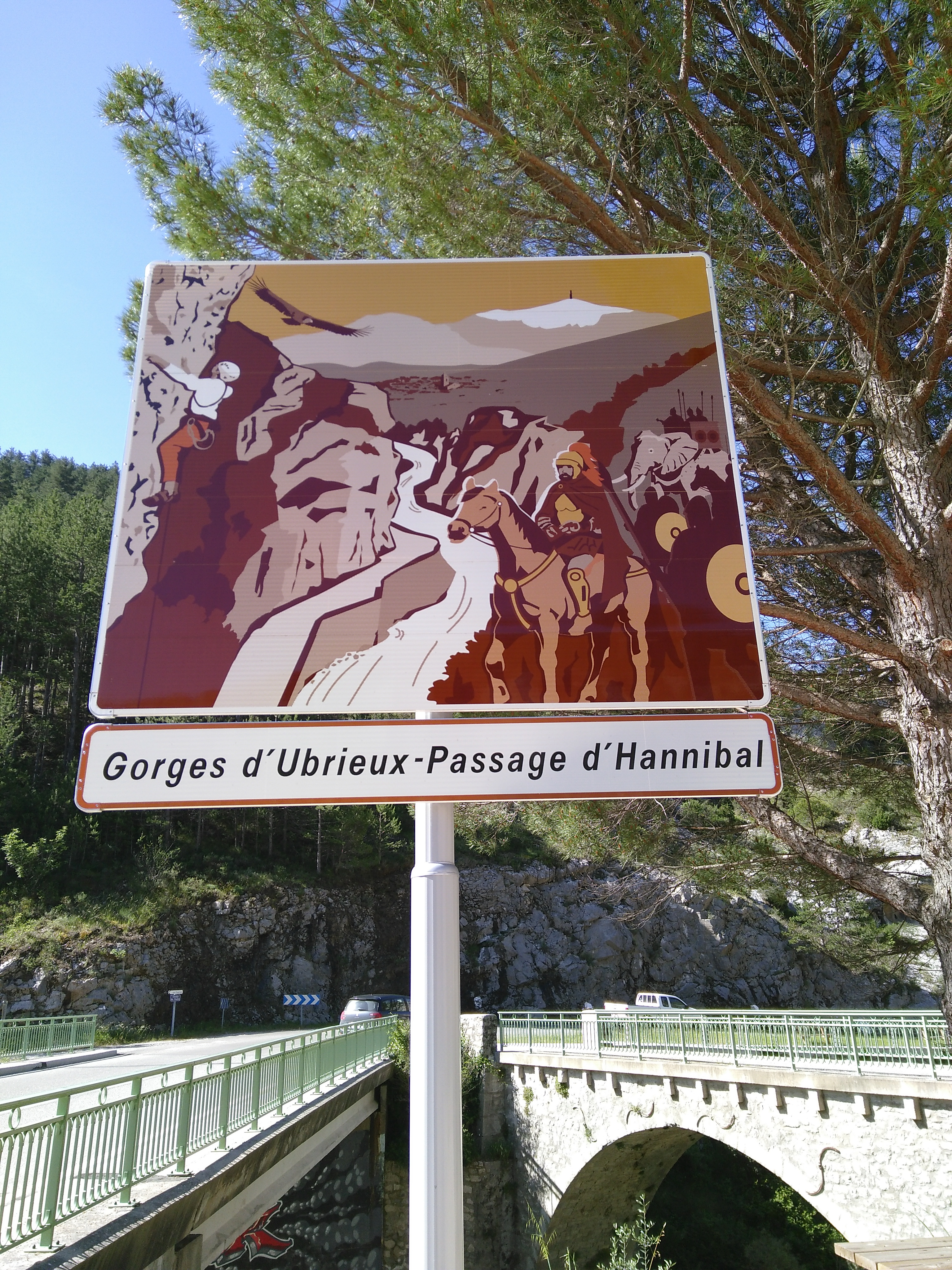
Schlucht Ubrieux, Schautafel, dahinter die beiden Brücken
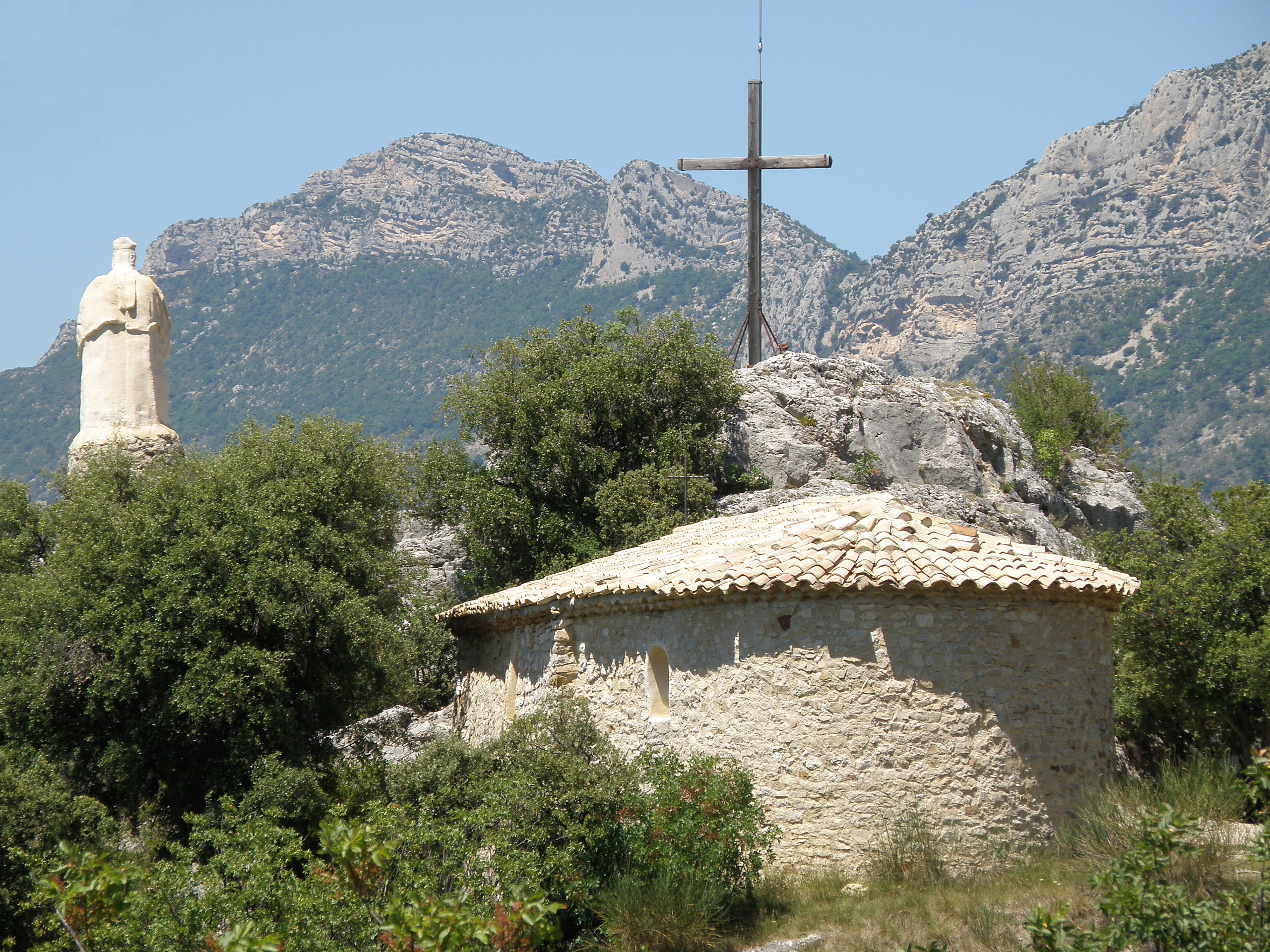
Kapelle Saint-Trophime

## Partnerschaften
Seit dem Jahr 1999 besteht eine Partnerschaft mit der baden-württembergischen Gemeinde Gomadingen im Landkreis Reutlingen (Baden-Württemberg). Eine weitere Partnerschaft besteht mit der belgischen Gemeinde Waimes in Wallonien (Ostbelgien).